# Achica Arriba
Achica Arriba (auch: Chicasaya) ist eine Ortschaft im Departamento La Paz im südamerikanischen Anden-Staat Bolivien.

## Lage im Nahraum
Achica Arriba ist die viertgrößte Gemeinde des Kanton Viacha im Municipio Viacha in der Provinz Ingavi und liegt auf einer Höhe von 3937 m. Die Ortschaft liegt auf einem zwanzig Kilometer breiten nord-südlich verlaufenden ebenen Abschnitt des bolivianischen Altiplano, direkt östlich der Ortschaft erheben sich die Vorgebirgsketten der Serranía de Sicasica, die hier bis auf knapp 5.000 m ansteigt.

## Geographie
Achica Arriba liegt auf der bolivianischen Hochebene zwischen den Anden-Gebirgsketten der Cordillera Occidental im Westen und der Cordillera Central im Osten. Das Klima der Region ist ein typisches Tageszeitenklima, bei dem die Durchschnittstemperaturen im Tagesverlauf stärker schwanken als im Jahresverlauf.
Die mittlere Jahrestemperatur der Region liegt bei knapp 9 °C, die Monatswerte schwanken nur unwesentlich zwischen 6 °C im Juli und 10 °C von November bis Februar (siehe Klimadiagramm Viacha). Der Jahresniederschlag beträgt etwa 600 mm, die Monate Mai bis August sind arid mit Monatsniederschlägen von weniger als 15 mm, in den Südsommer-Monaten Januar und Februar werden Monatsniederschläge von mehr als 100 mm gemessen.

## Verkehrsnetz
Achica Arriba liegt in einer Entfernung von 40 Straßenkilometern südlich von La Paz, der Hauptstadt des Departamentos.
Von La Paz aus führt die Nationalstraße Ruta 2 in westlicher Richtung nach El Alto, von dort die Ruta 1 weitere 27 Kilometer bis Achica Arriba und weiter über Patacamaya nach Caracollo, wo die Ruta 1 weiter nach Oruro im Süden führt und die Ruta 4 ins östlich gelegene Cochabamba abzweigt.

## Bevölkerung
Die Einwohnerzahl des Ortes war in den vergangenen beiden Jahrzehnten starken Schwankungen unterworfen:
| Jahr | Einwohner | Quelle       |
| ---- | --------- | ------------ |
| 1992 | 709       | Volkszählung |
| 2001 | 392       | Volkszählung |
| 2012 | 1105      | Volkszählung |
| 2024 |           | Volkszählung |

Die Region weist einen hohen Anteil an Aymara-Bevölkerung auf, im Municipio Viacha sprechen 70,8 Prozent der Bevölkerung Aymara.